# Van Heukelompark
Het Van Heukelompark is een park in de Utrechtse wijk Zuilen.
Het park is genoemd naar de Utrechtse architect George van Heukelom. De aanleg van het park ging van start in 2012. Het park had destijds nog de werknaam Springerpark. Het Van Heukelompark is een herinrichting van een parkachtig gebied dat in ambtelijke kringen bekend stond als de Van Heukelomlob. Een gebied dat in 1954 ontstond bij de herinrichting van Zuilen. Het park zou een van de groene lobben van de wijk moeten vormen. Een park was het destijds nog niet te noemen. Het bestond voornamelijk uit een groot grasveld met weinig aanplant.
Amaliapark · Park De Balije · Park Bloeyendael · Park de Gagel · Griftpark · Hogelandsepark · Park Hoge Weide · Julianapark · Klokkenveld · Kromme Rijnpark · Majellapark · Máximapark · Moreelsepark · Park Nieuweroord · Niftarlakepark · Noorderpark · Nynkeplantsoen · Oorsprongpark · Park Oosterspoorbaan · Oranjepark · Park De Groene Kop · Park Leeuwesteyn · Park Oog in Al · Park Transwijk · Rosarium (Oudwijk) · Sterrenbos · Park Tivoli · Van Heukelompark · Vechtzoompark · Park Voorn · Park de Watertoren · Wilhelminapark · Willem Alexanderpark · Zocherpark